# Kabid
Kabid (mort en 1527) fou un heretge del segle xvi a l'Imperi Otomà. Va començar a predicar a Istanbul el 1527 que l'Alcorà derivava de l'Antic Testament i el Nou Testament i que Jesús era un profeta superior a Mahoma. Cridat davant el diwan imperial, va defensar la seva doctrina fundada en uns versos de l'Alcorà; els que l'interrogaven només van poder insultar-lo. Es van cridar altres experts religiosos que l'endemà van rebatre els arguments de Kabid; aquest fou convidat a renunciar a la seva doctrina i s'hi va negar; se li va comunicar la condemna a mort si no abjurava i s'hi va negar i fou executat tot seguit. Els seus seguidors van formar la secta dels khubmesihis.